# William Arundel Orchard
William Arundel Orchard (* 13. April 1867 in London; † 7. April 1961 auf See vor Kapstadt) war ein australischer Organist, Dirigent, Komponist und Musikpädagoge englischer Herkunft.

## Leben und Wirken
Orchard erhielt in seiner Jugend eine private Ausbildung und unternahm im Alter von 19 Jahren eine Weltreise. Danach studierte er bis 1893 an der University of Durham Klavier, Orgel, Bratsche und Gesang und wurde dann Musiklehrer an der St Paul's School in London.
1896 ging er nach Perth und war dort sechs Monate Chorleiter an der St. George's Cathedral, danach wurde er Organist und Chorleiter an der St. David's Cathedral in Hobart und Dirigent der Hobarth Philharmonic Society. Nach seiner Heirat 1897 kehrte er nach England zurück, unterrichtete dort an der Forest School in Essex und dirigierte neben George Henschel die Colet Orchestral Society. 1901 übersiedelte er als Lehrer der Craven School und Dirigent der Operngesellschaft in das neuseeländische Palmerston North. 
1903 holte ihn die Royal Sydney Liedertafel als ihren Dirigenten in die Stadt. Er dirigierte dort außerdem von 1908 bis 1915 die Sydney Madrigal and Chamber Music Society und von 1913 bis 1925 den Chor der Großen Synagoge. 1905 feierte seine komische Oper The Coquette: Or, A Suicidal Policy Premiere, 1906 eine weitere mit dem Titel The Emperor. Im Jahr 1908 leitete er die fünf Eröffnungskonzerte des neu gegründeten Sydney Symphony Orchestra. 1912 gründete er mit George de Cairos-Rego und George Faunce Allman die Musical Association of New South Wales, deren Präsident er 1912–14 und 1917–18 war.
Als unter William Arthur Holman die Gründung des New South Wales State Conservatorium of Music beschlossen wurde, setzte er sich mit Hugh Ward und Alfred Hill für Henri Verbrugghen als Gründungsdirektor ein. Von der Eröffnung 1916 unterrichtete er hier Chorsingen und Musikgeschichte, 1923 wurde er Nachfolger von Verbrugghen als Direktor.
Er setzte sich für den Aufbau eines Orchesters des Konservatoriums ein, das er dirigierte und mit dem er u. a. das First Classical Broadcast Concert der Australian Broadcasting Corporation bestritt und 1932 Edward Elgars Enigma-Variationen im Rundfunk aufführte. Später kam es zu Spannungen insbesondere um die Anstellung von Isador Goodman als Lehrer im Konservatorium, zudem wurden Orchards Lehrmethoden von dem Musikkritiker James Joseph Griffen Foley angegriffen.
So übergab er 1934 die Leitung des Konservatoriums Edgar Bainton und ging nach Hobart, wo er von 1935 bis 1938 an der University of Tasmania unterrichtete. 1938 gründete er die Musical Association of Tasmania, deren erster Präsident er wurde. Nach seiner Rückkehr nach Sydney arbeitete er 20 Jahre als Examinator des Trinity College of Music für Australasien.
Orchard komponierte Lieder, Kammer- und Chormusik, außerdem zwei Operetten sowie eine Oper nach Oscar Wildes Roman Das Bildnis des Dorian Gray. Er starb 1961 auf einer Schiffsreise mit der Dominion Monarch nach Australien und wurde auf See vor Kapstadt beigesetzt.

## Schriften
- William Arundel Orchard: The Distant View. Currawong, Sydney 1943.
- William Arundel Orchard: Music in Australia: More than 150 Years of Development. Georgian House, Melbourne 1952.